# Terril du Crachet
 (février 2021).
Si vous disposez d'ouvrages ou d'articles de référence ou si vous connaissez des sites web de qualité traitant du thème abordé ici, merci de compléter l'article en donnant les références utiles à sa vérifiabilité et en les liant à la section « Notes et références ».
Le terril du Crachet 7/12, d'une superficie de 16,8 hectares se situe sur la commune de Frameries dans la province de province de Hainaut. Ce terril est un ancien site de charbonnage appartenant à la dernière concession minière de Agrappe Escoufiaux et Hornu Wasmes.
Le terril est accessible à tous, et est situé juste à côté du Parc d'Aventures Scientifique et de Sociétés (PASS).

## Histoire
Le charbonnage de Agrappe Escoufiaux et Hornu Wasmes associé au terril, débute en 1870 et s'achève en 1960.
Le Châssis à molettes actuel a été construit en 1947. Entièrement métallique, il présente une structure "en treillis" et ses pièces constitutives furent assemblées par rivets. Ce châssis supporte deux molettes, de 6,90 mètres de diamètre, superposées et placées dans un même plan vertical. Equipées de gorge, elles sont conçues pour l'utilisation de câbles ronds en acier. A chaque extrémité du câble était fixée une cage d'extraction qui pouvait contenir 12 berlines et assurait une production journalière d'environ 500 tonnes. Ce châssis à molettes reste le dernier vestige de la production charbonnière du Borinage.

## Classement
Le terril du Crachet est classé selon l'Arrêté ministériel de 1995 en catégorie B - Exploitable.
Bien que ce ne soit pas un classement, le site est reconnu comme site de grand intérêt biologique (SGIB) : 2781 - Terril du Crachet.
Sur le site du Crachet-Picquery, est installé le Parc d'aventures scientifiques et de société (Pass),  un parc de découverte scientifique,.

## Accès
Le GR412 - le Sentier de Grande Randonnée "spécial terrils" passent au travers du site. D'autres chemins peuvent être empruntés. Ce site n'est pas accessible aux personnes à mobilité réduite.

## Site de Grand Intérêt Biologique - S.G.I.B
Le terril du Crachet, aussi appelé Mont Ostène, est situé en Hainaut occidental, à environ 5 km au sud-ouest de la ville de Mons. Cette colline artificielle prend place au sein d'un paysage semi-rural, dominant le Parc d'aventure scientifiques de Frameries qui a été aménagé au sud du site. Le terril est en grande partie recouvert par un boisement pionnier mais il subsiste encore de belles zones ouvertes occupées par des friches herbeuses. On y trouve également plusieurs mares. La flore est très variée et comporte quelques espèces intéressantes telles que la listère ovale (Listera ovata), la gesse tubéreuse (Lathyrus tuberosus) ou encore le chardon penché (Carduus nutans). La proximité des zones urbanisées explique par ailleurs la présence de nombreuses plantes exotiques. L'intérêt faunistique est important, notamment en ce qui concerne l'herpétofaune avec huit espèces d'amphibiens, dont le crapaud calamite (Bufo calamita), et deux espèces de reptiles,.

### Biotopes
Selon la typologie WalEUNIS, le terril du Crachet possède différents biotopes :
| Code WalEUNIS | Habitats                          |
| ------------- | --------------------------------- |
| C1            | Eaux stagnantes                   |
| E1            | Pelouses sèches                   |
| E5.6a         | Végétation nitrophile sur sol sec |
| J3            | Sites industriels extractifs      |

### Espèces
Les paragraphes "faune" et "flore" ci-dessous décrivent une partie (liste non exhaustive) de la faune et de la flore que l'on peut rencontrer sur le Site de Grand Intérêt Biologique du terril du Crachet.

#### Flore
| Nom scientifique      | Nom vernaculaire            | Illustration |
| --------------------- | --------------------------- | ------------ |
| Carduus nutans        | Chardon penché              |              |
| Epipactis helleborine | Epipactis à larges feuilles |              |
| Lathyrus tuberosus    | Gesse tubéreuse             |              |
| Listera ovata         | Listère à feuilles ovales   |              |

#### Faune
| Classe   | Nom scientifique          | Nom vernaculaire       | Illustration |
| -------- | ------------------------- | ---------------------- | ------------ |
| Amphibia | Alytes obstetricans       | Alyte accoucheur       |              |
| Amphibia | Bufo calamita             | Crapaud calamite       |              |
| Amphibia | Ichthyosaura alpestris    | Triton alpestre        |              |
| Amphibia | Lissotriton helveticus    | Triton palmé           |              |
| Amphibia | Lissotriton vulgaris      | Triton ponctué         |              |
| Amphibia | Pelophylax kl. esculentus | Grenouille verte       |              |
| Reptilia | Anguis fragilis           | Orvet commun           |              |
| Reptilia | Zootoca vivipara          | Lézard vivipare        |              |
| Insecta  | Apatura iris              | Grand mars changeant   |              |
| Insecta  | Oecanthus pellucens       | Grillon d'Italie       |              |
| Insecta  | Oedipoda caerulescens     | Criquet à ailes bleues |              |
| Insecta  | Tetrix tenuicornis        | Tétrix des carrières   |              |

#### Espèces exotiques
Les espèces suivantes sont des espèces exotiques, certaines très envahissantes, qu'il faut gérer afin de les faire disparaitre du site.
| Nom scientifique        | Nom vernaculaire         | Illustration |
| ----------------------- | ------------------------ | ------------ |
| Amaranthus retroflexus  | Amarante réflexie        |              |
| Arenaria montana        | Sabline des Montagnes    |              |
| Buddleja davidii        | Buddléia                 |              |
| Conyza canadensis       | Vergerette du Canada     |              |
| Cornus sericea          | Cornouiller soyeux       |              |
| Fallopia japonica       | Renouée du Japon         |              |
| Fallopia sachalinensis  | Renouée de Sakhaline     |              |
| Galinsoga quadriradiata | Galinsoge cilié          |              |
| Juglans regia           | Noyer commun             |              |
| Juncus tenuis           | Jonc grêle               |              |
| Oenothera biennis       | Onagre bisannuelle       |              |
| Oenothera deflexa       | Onagre à petites fleurs  |              |
| Oenothera glazioviana   | Onagre à sépales rouges  |              |
| Prunus domestica        | Prunier                  |              |
| Prunus serotina         | Cerisier tardif          |              |
| Robinia pseudoacacia    | Robinier pseudoacacia    |              |
| Rosa multiflora         | Rosier multiflore        |              |
| Saponaria ocymoides     | Saponaire de Montpellier |              |
| Senecio inaequidens     | Seneçon du Cap           |              |
| Setaria viridis         | Sétaire verte            |              |
| Solidago gigantea       | Solidage géant           |              |
| Harmonia axyridis       | Coccinelle asiatique     |              |